# Senegambia
Senegambia (còn gọi là vùng Senegambia hay khu Senegambia), theo nghĩa hẹp, là tên gọi lịch sử cho một vùng địa lý ở Tây Phi, nằm giữa sông Senegal về phía bắc và sông Gambia về phía nam. Tuy nhiên, cũng có tài liệu ghi rằng Senegambia còn chỉ vùng địa lý rộng hơn, tương đương với khu vực kéo dài từ Senegal đến Sierra Leone ngày nay.
Về địa lý, vùng này nằm ở khu vực nhiệt đới giữa Sahel và vùng rừng rậm Guinea. Vùng này gồm ba đất nước Senegal, Gambia, và Guinea-Bissau, cũng như một phần Mauritanie, Mali, và Guinea. Không nên nhầm lẫn vùng địa lý Senegambia với liên bang Senegambia (một liên minh lỏng lẻo giữa Gambia và Senegal, tồn tại từ năm 1982 đến 1989).